# Claudius Hieronymianus

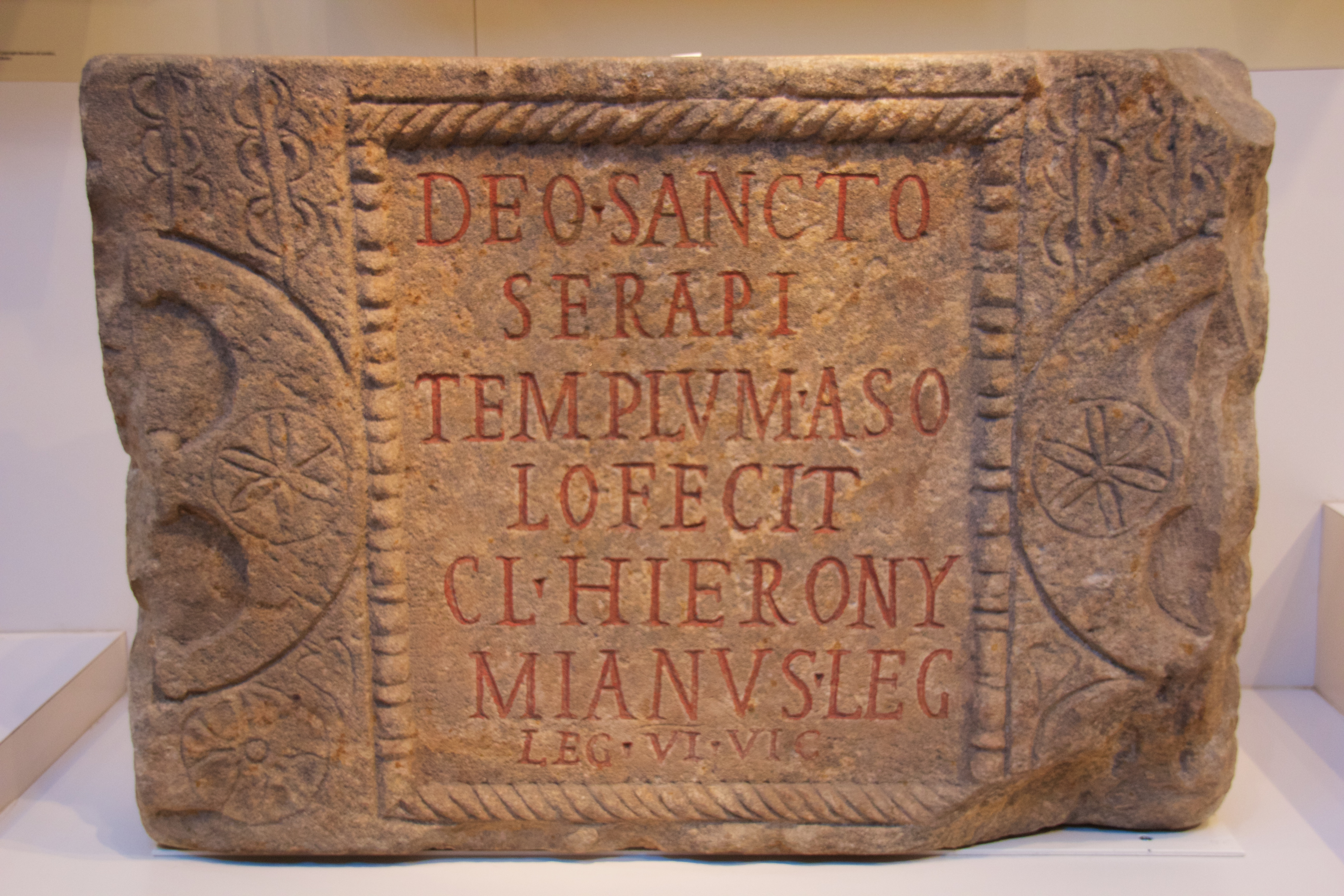
Die Inschrift

Claudius Hieronymianus (sein Praenomen ist nicht bekannt) war ein im 2. und 3. Jahrhundert n. Chr. lebender römischer Politiker.
Durch eine Inschrift, die in Eboracum gefunden wurde und die auf 190/212 datiert ist, ist belegt, dass Hieronymianus Kommandeur (Legatus legionis) der Legio VI Victrix war. Aus der Inschrift geht hervor, dass er dem Gott Serapis einen Tempel errichtete.
Vermutlich ist er mit dem Claudius Hieronymianus identisch, der bei Ulpian und Tertullian erwähnt wird. Gemäß Tertullian ließ er als Statthalter in der Provinz Cappadocia Christenverfolgungen durchführen. Seine Amtszeit kann nicht exakt datiert werden, er dürfte aber vermutlich zwischen 202 und 211 Statthalter gewesen sein.